# Нуї (атол)
Нуї (тувал. і англ. Nui) — атол і один із дев'яти районів держави Тувалу в Тихому океані. Площа суходолу атола складає 3,37 км² і населення 610 осіб (перепис 2017 року).
Традиційно нуїська культура організована в трьох сімейних колах – сім’ях Текаубаонга, Текаунімала і Текаунібіті.  Більшість людей живе на західній частині Фенуа-Тапу . За даними перепису 2012 року, 321 особа проживає в Аламоні – Маїакі, а 221 особа в Мануталаке – Меанг (Танрейк).  Молодша школа — початкова школа Вайпуна.

## Географія
Нуї складається щонайменше з 21 острівця. Це:
- Фенуа-Тапу
- Мотупуакака
- Пакантоу
- Піляєве
- Понгалей
- Талалолає
- Телікія, також відомий як Меанг
- Токініває
- Унімай
- і щонайменше 12 інших островів

Найбільшим, південним і найсхіднішим островом є Фенуа-Тапу (площа 1,38 км²), за яким йдуть Телікія (найзахідніший острів), Токінівае, Понгалей, Талалолає, Пакантоу, Унімай, Піліяєве та Мотупуакака .

## Мови
Жителі Нуї розмовляють мовами Гілберт, Кірибаті та Тувалу, офіційною мовою Тувалу.  Предки Нуї походили як з Самоа, так і з островів Гілберта на території сучасної Кірибаті.

## Рання історія
Європейці вперше побачили острів 16 січня 1568 року.  Іспанський мореплавець Альваро де Менданья назвав його Ісла-де-Хесус (іспанською мовою означає «Острів Ісуса»), оскільки відкриття острова відбулося на наступний день після свята Святого Імені. Існує щонайменше шість розповідей про цю подію, а саме Менданья:
«Трохи після дев’ятої години ранку хлопець, на ім'я Трехо, перебуваючи вгорі, вперше побачив землю по правому борту на південний захід... Коли ми підійшли ближче, то побачили, що вона такі малі, що має не більше шести льє в окружності. Цей острів був дуже повний дерев, схожих на пальми; на півночі острова - риф, який входив у море на чверть ліги, а на півдні ж був ще один риф по менше. Із західного боку уздовж острову було пасмо з різних частин рифу. Це на західній стороні, тому що ми не могли обійти східну сторону через погоду. Якщо взяти цей острів від моря назовні, він має форму двох галер, з лісом посередині, який виглядає як флот кораблів».

Менданья виявив, що острів заселений, і п’ять каное наблизилися майже до носа його корабля, коли їхні пасажири підняли весла й повернули назад із криками. Після цього Менданья наказав просигналити їм білою тканиною, щоб спробувати змусити їх повернутися, замість чого вони висадилися на берег і, у свою чергу, повісили сигнали вздовж берега. Вночі один із кораблів загорівся, його вдалося загасити. Ернан Гальего,  штурман Менданья, розповідав, що місцеві жителі були «голі й мулати », а Педро Сарміенто де Гамбоа, космограф експедиції, повідомив, що на острові «був великий рибний промисел». Оскільки було вже пізно, Менданья вирішив відкласти висадку до ранку і тримав кораблі на курсі галсів всю ніч. Однак зі світанком вибухнув сильний шторм на заході, і хоча вони весь день намагалися повернути  до острову, вони були змушені здатися. 

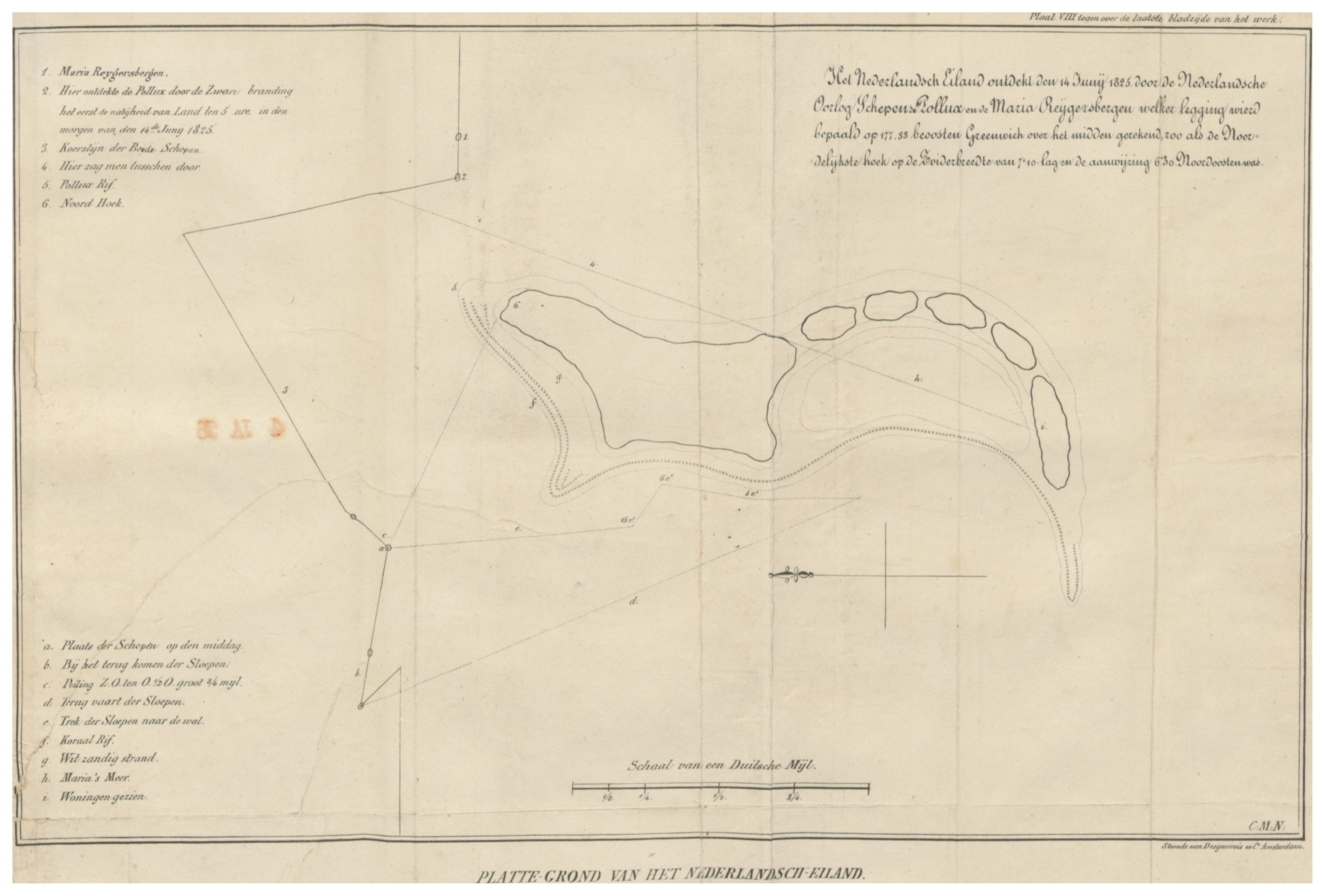
Голландська карта острова, створенна в червні 1825 року
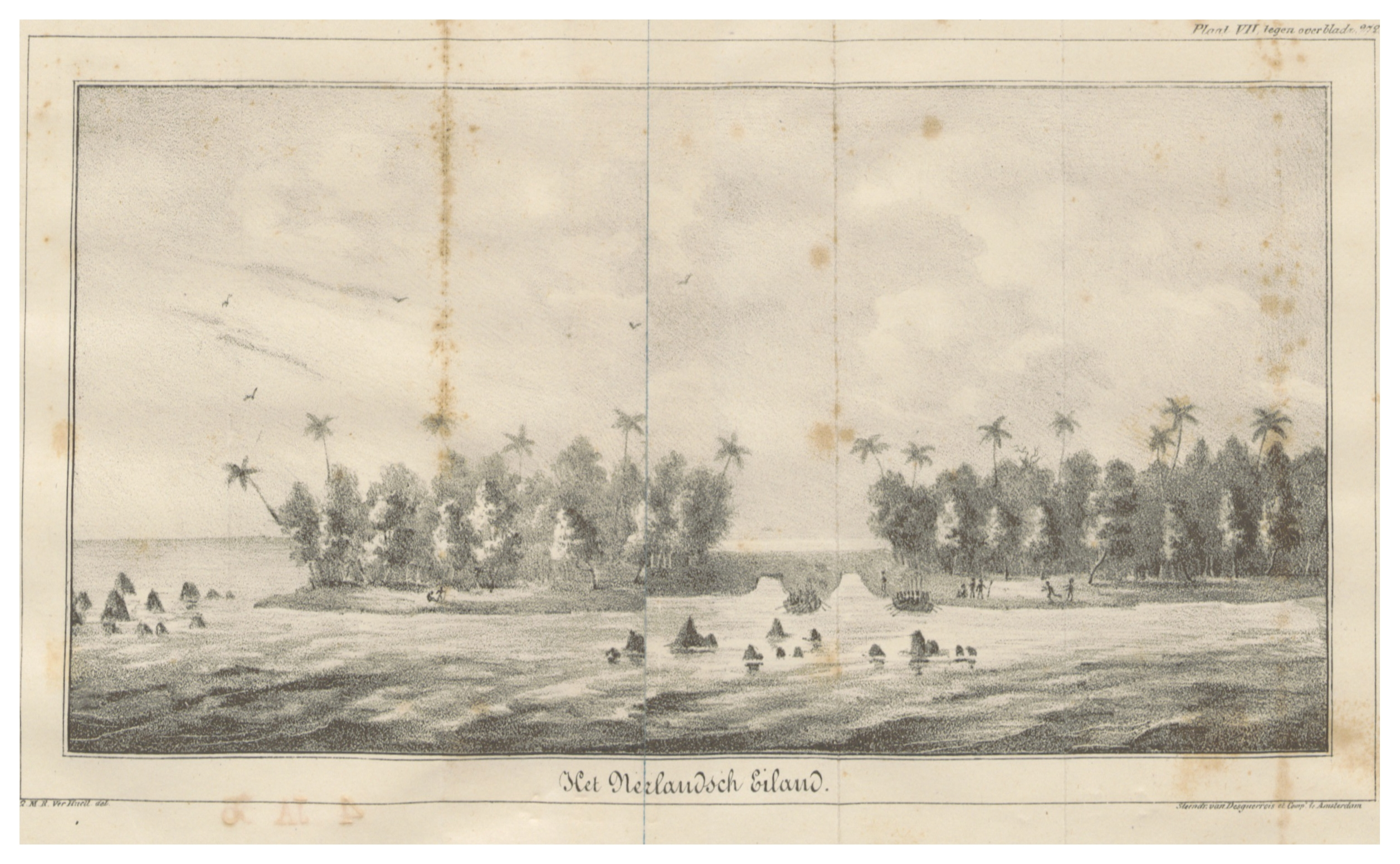
Вид на головний острів
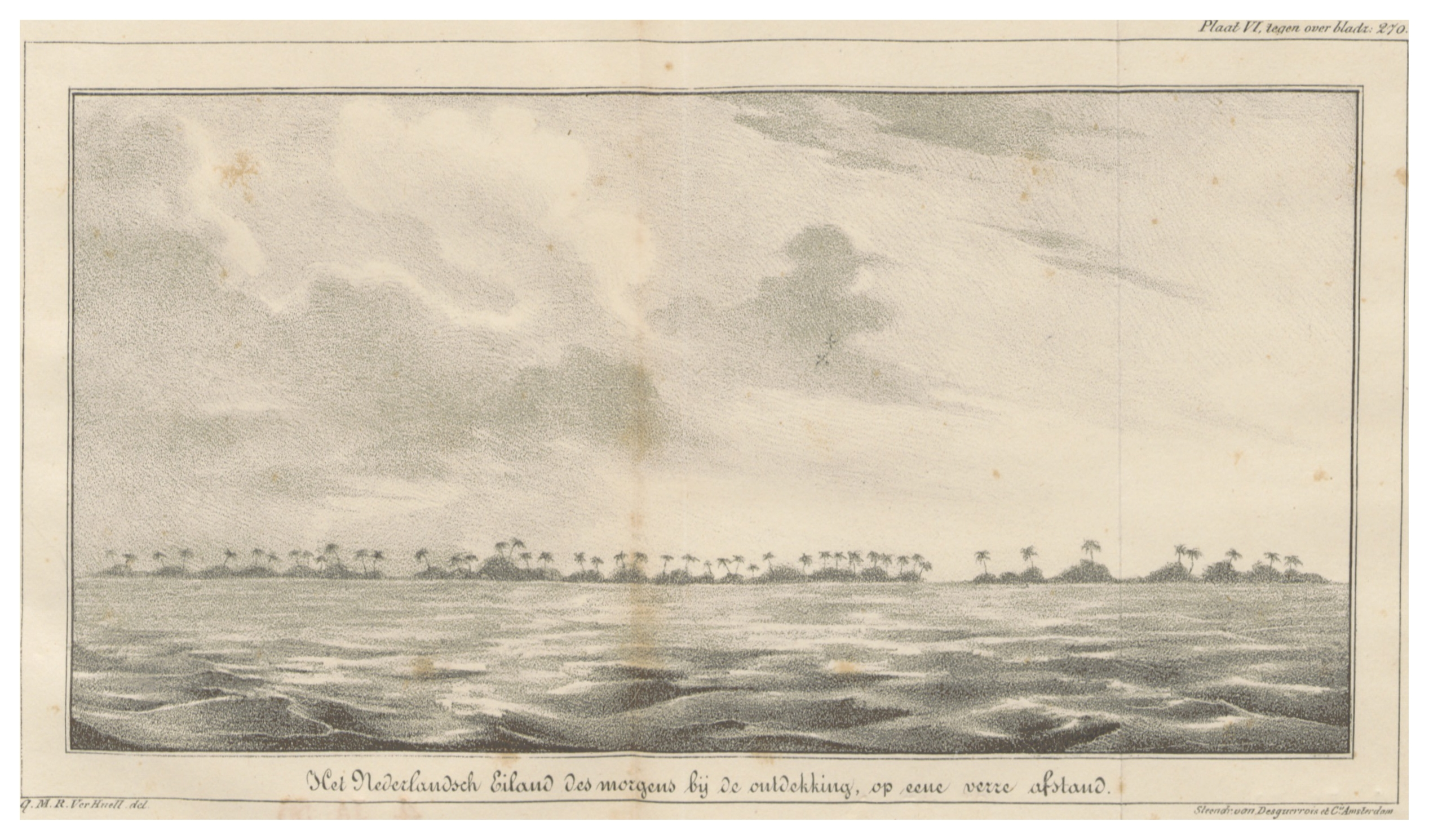
Вид на атол

Голландська експедиція (фрегат Maria Reijgersbergen ) наблизилася до Нуї вранці 14 червня 1825 року і назвала головний острів (Фенуа-Тапу) Nederlandsch Eiland (Голландський острів).  Атол отримав назву Егг або острів Нідерланд. 

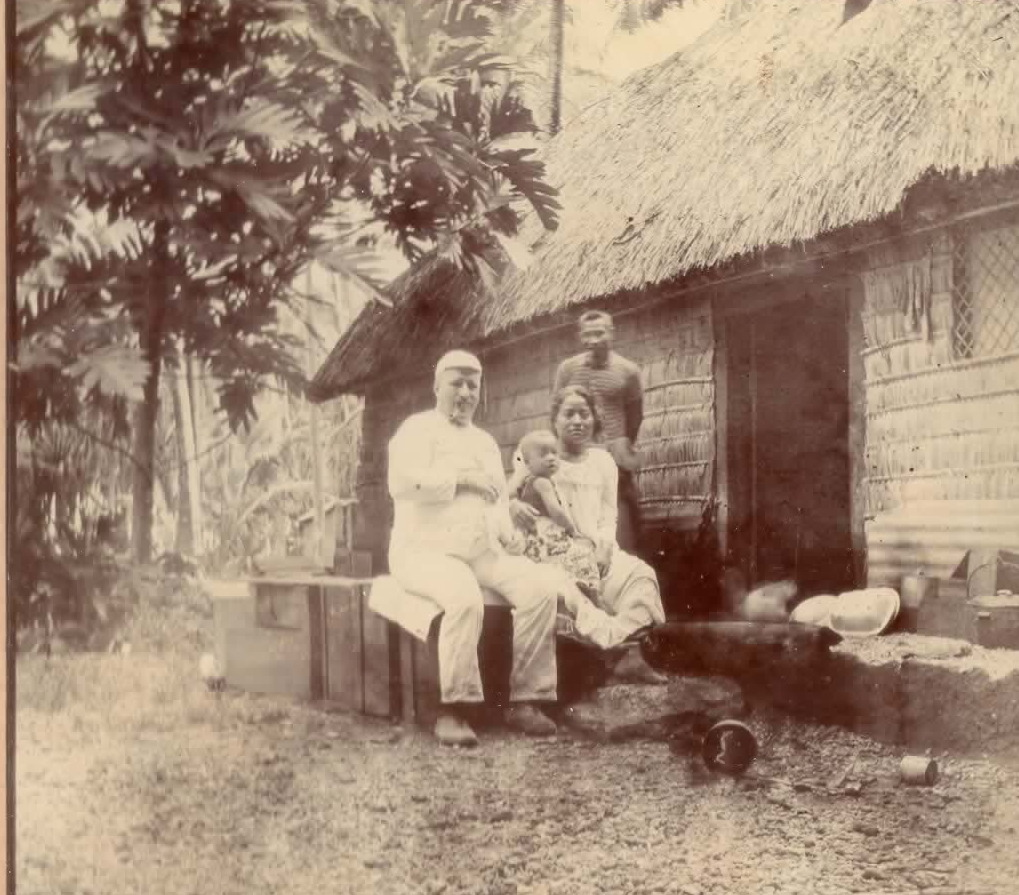
Мартін Клейс (1850-1908) з Котало Клейсом та їхнім сином Гансом Мартіном Клейсом.

За оцінками, населення Нуї з 1860 по 1900 рік становило від 250  до 300 осіб. 
Кірісоме був першим пастором Нуї, який довго служив (1865–99). 
Мартін Клейс був торговцем-резидентом на Нуї наприкінці 19 століття, який продавав копру Хендерсону та Макфарлейну .  
Фотограф Томас Ендрю відвідав Нуї приблизно в 1885–86 роках.  
Поштове відділення Нуї було відкрито приблизно в 1919 році , а кліматичну станцію було створено в 1941 році. 
Традиційні аутригерні каное (паопао) з Нуї були сконструйовані з непрямим типом кріплення аутригерів, а корпус двокінцевий, без чітких носової та кормової частини. Ці каное були розроблені для плавання лагуною Нуї.  Гіки аутригерів довші, ніж у інших конструкцій каное з інших островів.  Це зробило каное Нуї стабільнішими при використанні з вітрилом, ніж інші конструкції. 
Святкування проводяться на Нуї 16 лютого – Bogin te Ieka (День потопу) – на честь цунамі, яке вразило острів того дня в 1882 році.  

## ЦиклонПем, березень 2015
Нуї постраждав від штормових хвиль, спричинених циклоном Пем на початку березня 2015 року, який завдав шкоди будинкам, посівам та інфраструктурі.  22 березня 71 сім'я (40% населення) Нуї змушені були залишити свої домівки і жили в 3 евакуаційних центрах або з іншими сім'ями.  У звіті про ситуацію, опублікованому 30 березня, повідомляється, що Нуї зазнав найбільшої шкоди з трьох центральних островів (Нуї, Нукуфетау та Вайтупу). Було втрачено  90% врожаю.  Групи з оцінки стану здоров’я відвідали Нуї та інші острови, які постраждали від циклону Пем. 

## Загальні вибори, 2019
Загальні вибори 2019 року відбулися 9 вересня 2019 року. Пуакена Борехам і Маккензі Кірітоме були переобрані представляти Нуї в парламенті. 

## Відомі місцеві жителі
Сер Якоба Італелі (GCMC) був генерал-губернатором Тувалу з 16 квітня 2010 року та є колишнім міністром освіти, спорту та охорони здоров'я, представляв Нуї в парламенті.
Алесана Клейс Селука (MBE, CBE) — лікар за фахом і голова Комісії з питань державної служби Тувалу.   Він представляв Нуї в парламенті. З 1996 по 1999 рік він обіймав посаду міністра фінансів та економічного планування, а з 2001 по 2006 рік – міністра охорони здоров’я.
Ісая Таея Італелі був міністром природних ресурсів на момент його смерті в 2011 році. 
Пеленіке Ісайя стала другою жінкою, яка коли-небудь засідала в парламенті Тувалу, вона стала членом парламенту на проміжних виборах після смерті свого чоловіка – Ісаї Таеї Італелі – і представляла Нуї до загальних виборів у Тувалу в 2015 році . 
Мамао Кенеселі є лідером розвитку громади на Нуї, де вона стала керувати жіночим ремісничим центром у 1990 році, навчаючи жінок розвивати свої навички та заробляти на життя. З 2010 по 2017 рік вона була директором жіночої групи Matapulapula. 

## зовнішні посилання
- Карта Нуї
- «Коротка історія Тувалу», що містить обговорення історії Нуї